# سوپر جام فوتبال لهستان
 سوپر جام فوتبال لهستان (به لهستانی: Superpuchar Ekstraklasy S.A.) مسابقه‌ای است که سالانه مابین قهرمان لیگ برتر فوتبال لهستان و قهرمان جام حذفی فوتبال لهستان برگزار می‌شود.
باشگاه فوتبال لگیا ورشو و باشگاه فوتبال لخ پوزنان با ۴ قهرمانی پرافتخارترین تیم این سری مسابقات به حساب می‌آید.

## پرافتخارترین باشگاه‌ها
| باشگاه          | قهرمانی |
| --------------- | ------- |
| لگیا ورشو       | ۴       |
| لخ پوزنان       | ۴       |
| آمیکا ورونکی    | ۲       |
| جی‌کی‌اس کاتوویتس | ۲       |